# Ericailcane
Ericailcane, pseudonimo di Leonardo (Belluno, 1980), è un artista italiano.
Street artist, illustratore, disegnatore e scultore, ha realizzato graffiti e installazioni in tutto il mondo. Secondo l'Istituto di Cultura Italiana di Chicago, Ericailcane "appartiene a quella generazione europea di nuovi artisti di strada che hanno rivoluzionato il modo di concepire lo spazio pubblico".

## Biografia
Originario di Belluno, ha iniziato a farsi conoscere all'inizio del nuovo millennio con i graffiti nei muri e nei centri sociali bolognesi, così come in alcuni eventi di videoarte organizzati dall'Accademia di Belle Arti di Bologna, presso la quale si è formato. Molto importante è la sua collaborazione con lo street artist Blu, con cui condivide fin dagli esordi la creazione di numerosi murales a più mani, quasi sempre di enormi dimensioni.
I lavori di Ericailcane sono caratterizzati da una precisione scientifica con cui l'artista delinea inquietanti animali dalle movenze umane, inseriti in contesti estranianti, talvolta carichi di un significato sociale o ecologico. La stessa iconografia ricorre anche nei suoi raffinati disegni, nei libri d'artista, nei video e nelle installazioni, realizzati spesso su commissione pubblica, dall'enorme pupazzo-scolaretto allestito nel 2009 su incarico del Comune di Bologna per il tradizionale Vecchione, in piazza Maggiore, fino alla decorazione murale nel 2013 della facciata del Museo d'arte Contemporanea di Bogotà, in Colombia.
Nel corso degli anni la sua fama è cresciuta e, vincendo il disinteresse per il mercato dell'arte, ha cominciato a collaborare saltuariamente anche per alcune gallerie, come  Biagiotti Progetto Arte di Firenze, D406 di Modena, Squadro di Bologna e la famosa Pictures On The Walls, declinazione della galleria londinese Lazarides, che gestisce anche opere di Banksy, Stanley Donwood e 3D. Tuttavia, più che le mostre, alle quali partecipa in maniera infrequente, sono soprattutto i suoi murales ad averlo fatto conoscere in ogni angolo del mondo. Oltre che in Italia, è stato attivo in Gran Bretagna, Stati Uniti, Spagna, Messico, Ecuador, Colombia, Guatemala, Marocco, Palestina, Francia e Germania.

## Principali mostre
- 2020 - Potente di fuoco e altri disegni, Palazzo Rasponi, Ravenna, Italia
- 2016 - La Beffa, D406 Modena, Italia
- 2015 - Manifesto MX, Città del Messico, Messico
- 2013/14 - No somos nada, Bogotà, Colombia
- 2013 - Ericailcane and Gabo, Drogheda, Irlanda
- 2012 - Così su due piedi con Stefano Ricci @Squadro Bologna, Italia
- 2012 - Canards con Gabo, Niort, Francia
- 2012 - Una vita violenta, Città del Messico, Messico
- 2011 - Il canto della foresta, D406 Modena, Italia
- 2010 - Potente di fuoco, @Squadro Bologna, Italia
- 2010 - Breaking The World, Breslavia, Polonia
- 2010 - Bara Volante con Dem e Run, Brighton, Regno Unito
- 2010 - With Kabu, Firenze, Italia
- 2009 - Guerra civile, Milano, Italia
- 2009 - Man Is The Bastard, Los Angeles, Stati Uniti d'America
- 2009 - GABLs, Belluno, Italia
- 2008 - Il numero delle bestie, D406 Modena, Italia
- 2008 - Santa's Ghetto, Palestina
- 2008 - Fur, Barcellona, Spagna
- 2008 - Muffins, Chicago, Stati Uniti d'America
- 2008 - Ora, Cuenca, Ecuador
- 2007 - Torre di Babele, Monfalcone, Italia
- 2006 - Santa's Ghetto, Londra, Regno Unito
- 2005 - De motu muscolari @ Spinafestival, Comacchio, Italia
- 2005 - Ericailcane. Gli animali e i loro uomini , Rovereto, Italia
- 2004 - Ericailcane. Incisioni @Sesto Senso, Bologna, Italia

## Video
- 2013 Drogheda, Ireland con Gabo, video, 2'27".
- 2012 Racconti dal sottobosco, animazione digitale, musiche di Alessandro Rinaldi, 6'08".
- 2012 Uccello con Gabo, video, 2'43".
- 2012 Balena con Gabo, video, 1'05".
- 2012 Canards con Gabo, video, musiche di Carlomargot, 2'16".
- 2009 Ericailcane contro Attack, video, musiche di Carlomargot, 2'05".
- 2009 Ammazzarne uno per educarne 100; animazione digitale, musiche di Carlomargot, 4'40".
- 2009 Il numero delle bestie, animazione digitale, musiche di Carlomargot e Ronin, 4'56".
- 2009 Bartleby 30 e lode con Will Barras e Dem, video, 3'52".
- 2008 Back to School con Davide Zucco, video, 4'04".
- 2008 Ericailcane at Fame festival, video, 1'28".
- 2005 Il galeone, animazione digitale, musiche di Ronin, 4'26".
- 2004 Le Corbeau, animazione digitale, musice di LUM, 1'04".
- 2003 Helicobacter Pylori, animazione digitale, musiche di My Own Parasite, 5'26".

## Edizioni
- 2016 - Ericailcane, La Beffa, Gorgo/D406
- 2016 - Ericailcane, 2000-2015 Come quando fuori non piove, Zooo
- 2012 - Ericailcane, L'albero della conoscenza, Stampa Alternativa.
- 2012 - Ericailcane, Il canto della foresta, Modo Infoshop/D406/Zooo.
- 2012 - Ericailcane/Stefano Ricci, Così su due piedi, Squadro/Modo Infoshop/Mami Verlag.
- 2009 - Leonardo/Ericailcane, Potente di fuoco. Disegni su carta 1985/2009, Modo Infoshop.
- 2008 - Ericailcane, Il numero delle bestie, D406/Logos.
- 2005 - Ericailcane, Gli animali e i loro uomini, Biblioteca Civica di Rovereto
- 2005 - Blu/Ericailcane, 25 disegni, Modo Infoshop/Inguine/Donnabavosa.